# Carlos Poretti
Carlos Alberto Poretti (Buenos Aires, Argentina, 25 de octubre de 1932) es un exfutbolista argentino Jugaba de mediocampista.

## Trayectoria
Surgido desde las inferiores del club Boca Juniors, inició su carrera futbolística en 1953 en el cuadro «xeneize»
Continuó en Chile en Everton de Viña del Mar, donde jugó entre 1954 y 1956.
Para luego en 1957 llegar al club Universidad de Chile donde fue subcampeón nacional.

## Estadísticas

### Clubes
| Club                 | País      | Año       |
| -------------------- | --------- | --------- |
| Boca Juniors         | Argentina | 1953      |
| Everton              | Chile     | 1954-1956 |
| Universidad de Chile | Chile     | 1957-1958 |